# Josep Batalla i Costa
Josep Batalla i Costa (Barcelona, 1942) és un traductor i editor català especialitzat en filosofia medieval.
Llicenciat en filosofia, amplia els seus estudis a la universitat de Múnic, on obté el Magister Artium (1974). A Catalunya, en el camp de l'ensenyança, exerceix de professor de filosofia des de 1979 i esdevé catedràtic el 1993. Obres escollides, del Mestre Eckhart, és la seva primera traducció d'un filòsof medieval. També tradueix al català obres d'Agustí d'Hipona, Aristòtil, Dionís Areopagita, sant Anselm i Tomàs d'Aquino, entre d'altres.
El 2004 impulsa l'editorial Obrador Edèndum, especialitzada en pensament científic, assaig filosòfic i teològic, i literatura d'idees, de la qual és director. És considerat un dels màxims entesos de la filosofia de Ramon Llull. Les publicacions que ha escrit sobre l'autor mallorquí reclamen deixar de presentar-lo com un pensador lògic.